# Tom Tower

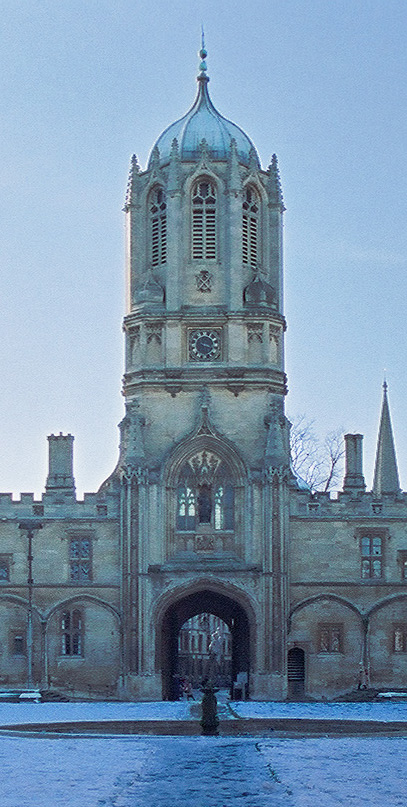
La Tom Tower vista desde el Tom Quad

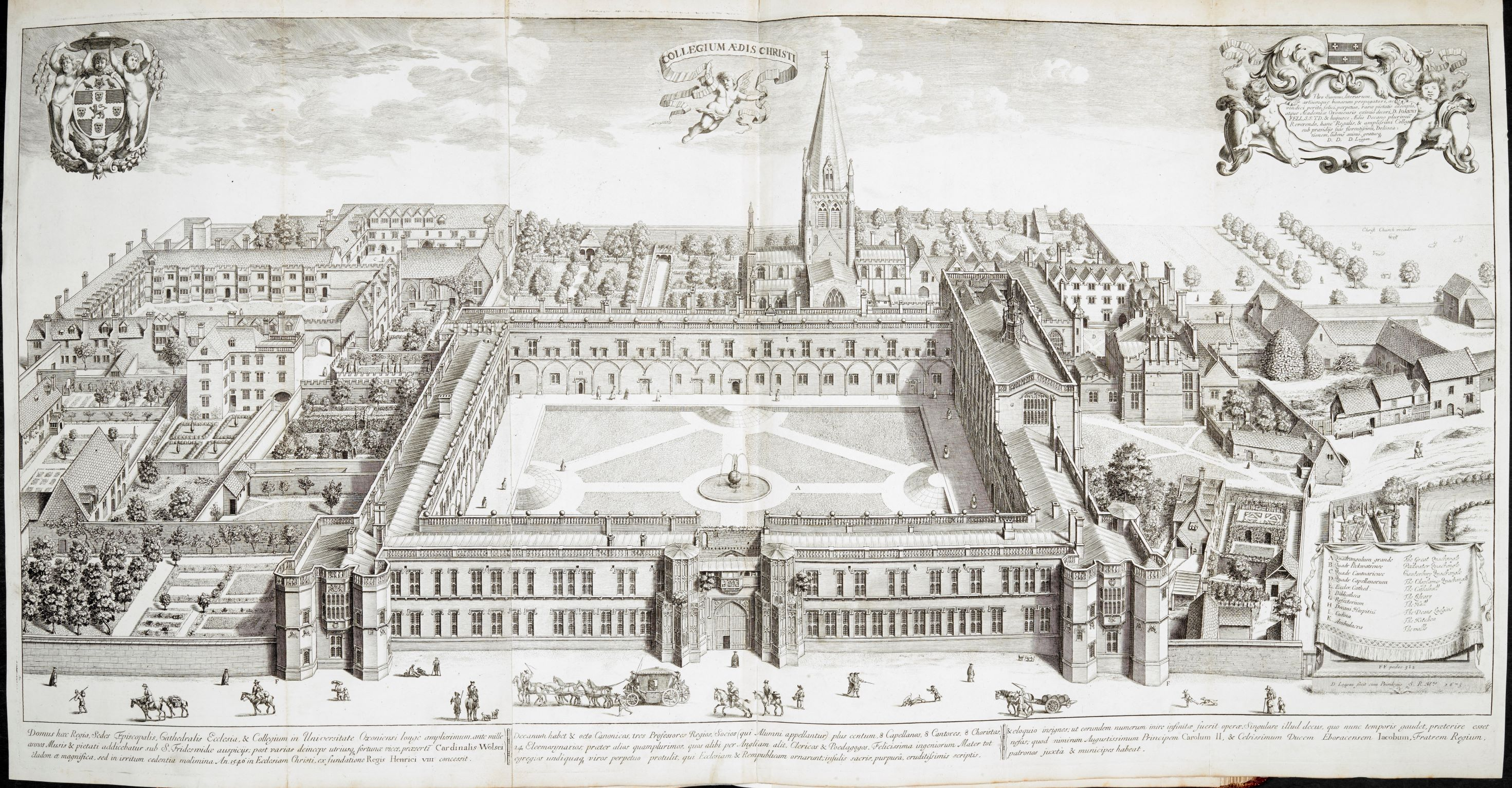
Grabado de 1675, antes del añadido de Wren, David Loggan, Oxonia Illustrata

La Tom Tower es un torre campanario erigida en Oxford, Inglaterra, llamada así por su campana, la Great Tom. Está edificada sobre la Tom Gate, en St Aldates, la entrada principal del Christ Church, Oxford , que conduce al Tom Quad. Esta torre de planta cuadrada con una linterna octogonal y una cúpula ogival facetada fue diseñada por Christopher Wren y construida entre 1681 y 1682. La fuerza de la tradición arquitectónica de Oxford y la conexión de Christ Church con su fundador, Enrique VIII, motivaron la decisión de completar la edificación de la puerta de entrada, que el cardenal Wolsey había dejado sin terminar en la fecha de su caída del poder en 1529, y que había permanecido sin cubierta desde entonces. Wren abogó por trabajar en un estilo gótico tardío —que «debería ser gotico para estar de acuerdo con el trabajo de los Fundadores»— un estilo que no se había visto en un edificio prominente durante ciento cincuenta años, lo que hizo que la Tom Tower fuera un precursor solitario del revival gótico que comenzó a mediados del siglo XVIII. Wren nunca fue a supervisar la edificación, ya que estaba siendo erigida por el maestro cantero que él mismo había recomendado, Christopher Kempster de Burford.

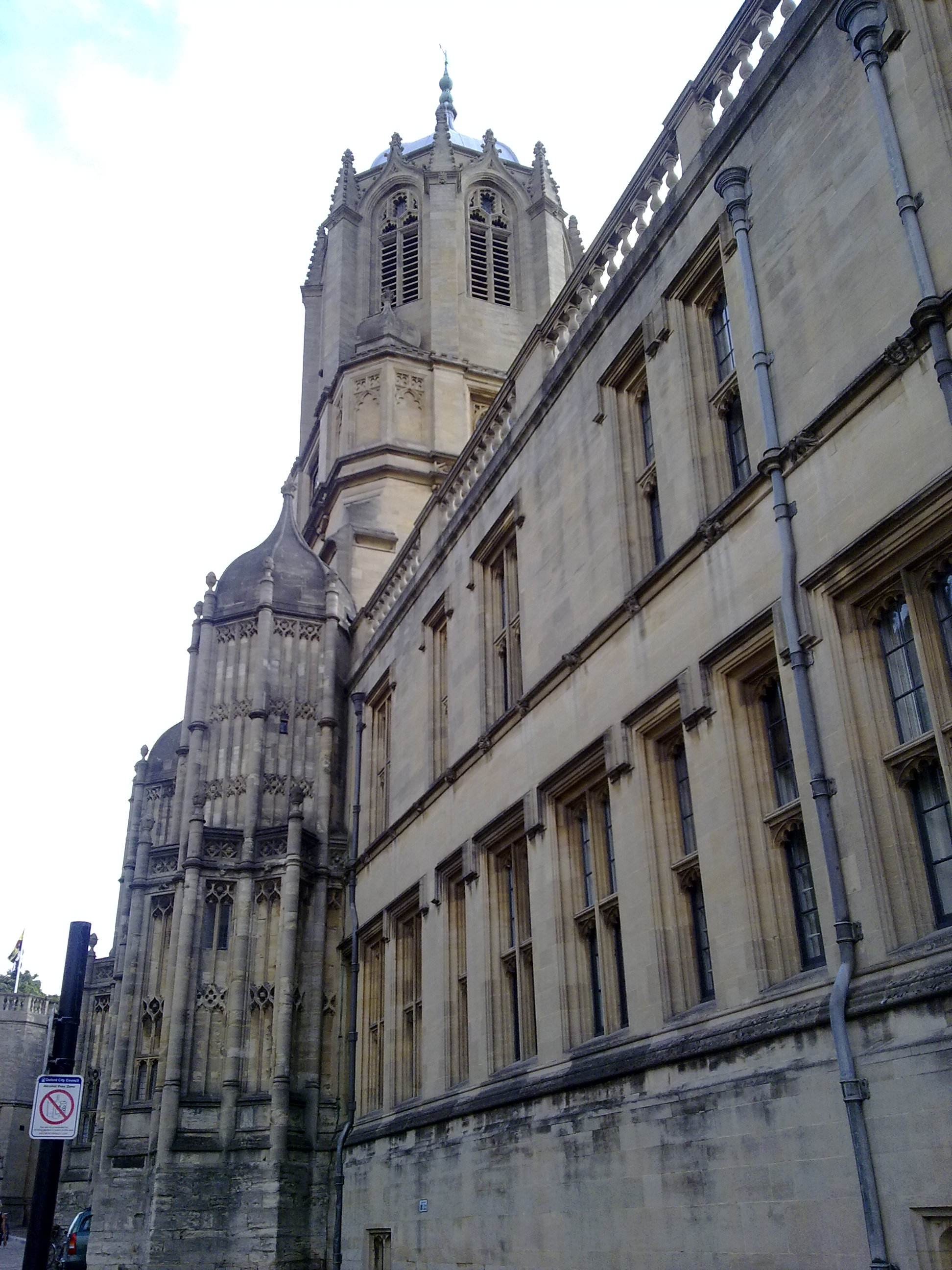
La Tom Tower vista inmediatamente adyacente a la entrada de St Aldates al Tom Quad

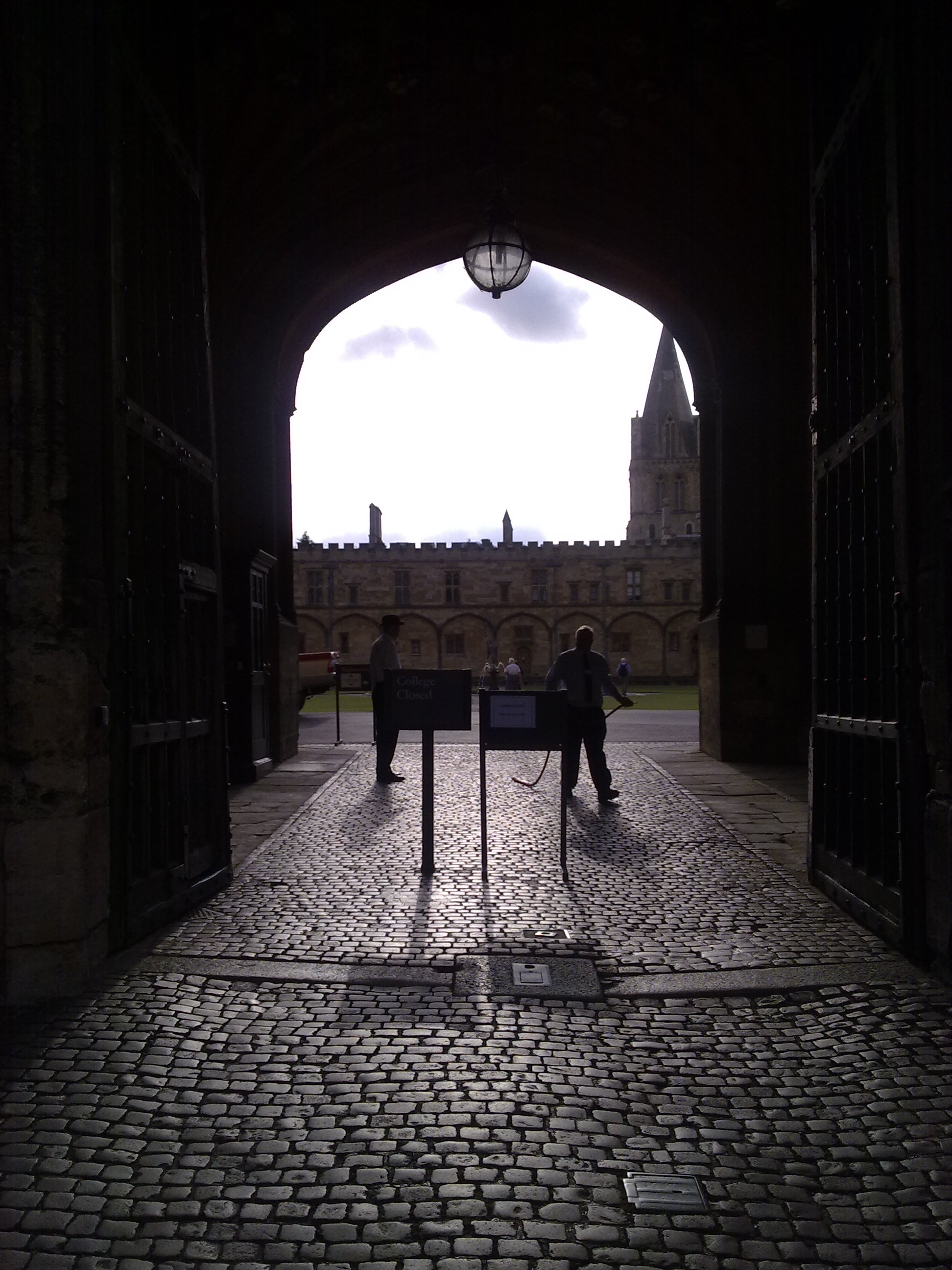
La Tom Gate, la entrada principal a Christ Church, debajo de la Tom Tower, mirando hacia el Tom Quad.

En 1732-1734, cuando William Kent fue llamado a hacer una reconstrucción comprensiva del ala este del Clock Court en el Tudor palacio de Hampton Court de Wolsey, naturalmente recurrió al precedente de la Tom Tower para su «cúpula central ojival con su corona de pilastras, como finials góticos». La torre de la Dunster House en la Universidad de Harvard es una imitación directa de la Tom Tower, aunque sus detalles han sido georgianizados, y las piedras del Christ Church están instaladas en una de las entradas principales de la casa.
La Tom Tower fue la inspiración para la Torre del Reloj (formalmente el Old Arts Building) en la Universidad de Auckland.

## Great Tom
La Great Tom, alojada en la torre, es la campana más ruidosa de Oxford. Pesa seis toneladas y cuarto y fue trasladada desde la abadía de Osney del siglo XII después de la disolución de los monasterios. Salvo por una broma estudiantil en 2002 cuando el badajo fue amortiguado (encerrado o cubierto con un material que proporcionaba aislamiento), Tom ha sonado todas las noches desde la Segunda Guerra Mundial. Originalmente llamada "Mary", la Great Tom fue trasladado desde la abadía de Osney a la iglesia de St Frideswide en 1545, después de lo cual en algún momento pasó a llamarse "Tom". Había causado problemas desde su primera fundición, desgastando su badajo, y fue refundida en 1626 y 1654, pero sin resolver el problema (no hay evidencia de una refundición en 16122).
En 1678-1679, Richard Keene de Woodstock intentó tres veces refundir la campana, aumentando en el proceso su peso desde dos a más de seis toneladas, pero no fue hasta una refundición final en 1680, hecha por Christopher Hodson, un fundidor de campana de Londres, cuando ese éxito se logró, y la campana resultante, la Great Tom, fue colgada en la recién terminada Tom Tower. Fue recolgada en mayo de 1953. Hay una inscripción en latín en la campana, que traducida dice:

Great Thomas, el cerrador de la puerta de Oxford, renovado el 8 de abril de 1680 en el reinado de Carlos II. El diácono John, el obispo de Oxford y el subdiácono agradecen el conocimiento de Henry Smith y el cuidado y la mano de obra de Christopher Hodson
Great Thomas the door closer of Oxford renovated April 8, 1680 in the reign of Charles II. Deacon John, the Bishop of Oxford and sub-Deacon give thanks to the knowledge of Henry Smith and the care and workmanship of Christopher Hodson.

La Great Tom todavía suena 101 veces cada noches, que significan los 100 eruditos originales de la universidad más uno (agregado en 1663). Se llama a las 21:05 de la hora actual del Reino Unido, que corresponde a las 21:00 en lo que solía ser la «hora de Oxford» (hora media local para Oxford, el mediodía en Oxford siempre ocurre cinco minutos más tarde que el mediodía en Greenwich), y fue en algún momento la señal para que todas las universidades de Oxford cerraran sus puertas. La campana solo se toca balanceándose en ocasiones muy especiales. La campana es el tema de varias melodías Morris y rondas de Oxfordshire, incluyendo Old Tom of Oxford (de Bampton), y las rondas Great Tom Is Cast y Bonny Christ Church Bells, que fueron compuestas por la Iglesia del Decano de Cristo, Henry Aldrich (1647-1710). Sin embargo, Great Tom Is Cast también se le atribuye a Matthew White escrita en 1667. Las dos versiones son idénticas, excepto por dos notas. Teniendo en cuenta las fechas, es probable que White sea el verdadero autor de la pieza.[cita requerida]